# 韋塞拉塔拉西夫卡
48°31′15″N 39°4′30″E / 48.52083°N 39.07500°E
韋塞拉塔拉西夫卡（烏克蘭語：Весела Тарасівка）是位於烏克蘭東部的村莊，由盧甘斯克州卢甘斯克区的卢汉斯克市镇負責管轄。該村始建於1918年，面積8.7平方公里，海拔高度57米，2001年人口1,368，人口密度每平方公里157.3人。